# Matamala (Gaià)
Matamala és una masia al nord del terme municipal de Gaià (Bages) prop de la colònia de Cal Vidal. És un edifici civil construït en pedra, una masia orientada al sud-oest del tipus II de la classificació de J. Danés. Mas de tres plantes amb construccions laterals que fan un pati d'entrada. Porta interior de mig punt i adovellada, que permet deduir que una ampliació afectà a la façana. Hi ha tres arcades al primer pis i tres al segon, aquestes tapades posteriorment. Material de construcció: pedra.
La casa fou construïda l'any 1701 segons consta en diverses inscripcions tant a l'interior com a l'exterior de l'edifici. Però suposem que anteriorment hi havia un altre edifici doncs en el fogatge de 1553 hi surt Pere Corts que viu a Matamala (al costat de la casa n'hi ha una altra en estat ruïnós). L'ampliació més important fou el 1779 (segons consta a la porta d'entrada i afectà a la façana). La nova façana incorporà una galeria al primer pis.